# Museu Olímpic de Lausana

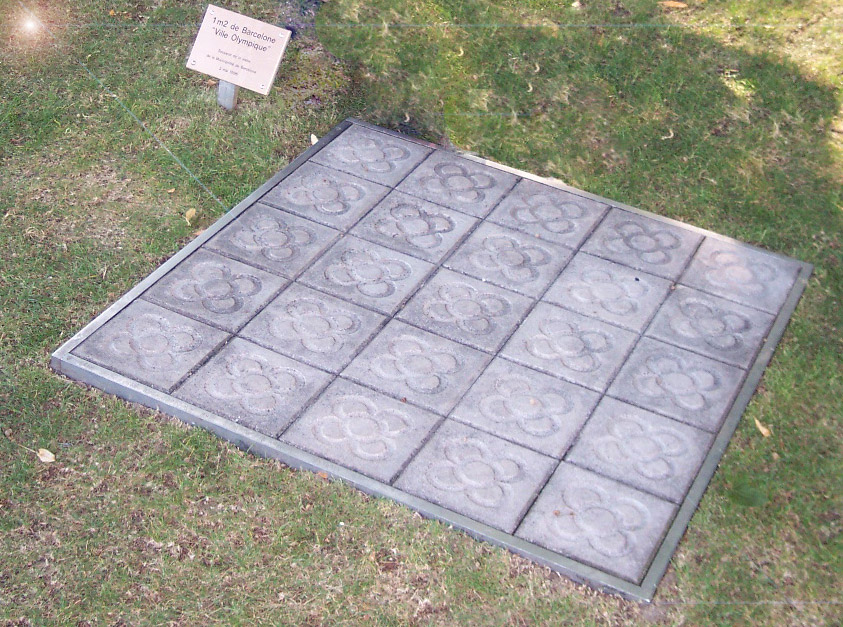
Un metre quadrat de la vorera de la vila olímpica de Barcelona dipositada al museu olímpic

El museu olímpic de Lausana (Suïssa), és un museu permanent d'exposició de diferents peces relacionades amb el món de l'esport i en especial dels Jocs Olímpics. Els seus visitants poden trobar tot tipus d'informació sobre els antics i els moderns jocs olímpics així com els diferents models medalles que s'han utilitzat en les diferents edicions dels Jocs. Als afores, també hi ha aportacions de les diferents ciutats que han organitzat uns jocs. Barcelona hi té dipositada un metre quadrat original de vorera del que fou la vila olímpica.
El museu es troba rodejat d'un bosc i un parc pròxims al llac, on es poden veure múltiples obres d'art relacionades amb l'esport.
Fou inaugurat el 23 de juny de 1993 pel català Joan Antoni Samaranch, president del Comitè Olímpic Internacional en aquell moment i qui fou l'ideari i propulsor del museu.